# Lavotjkin LaGG-3

LaGG-3

Lavotjkin-Gorbunov-Gudkov LaGG-3 (Лавочкин-Горбунов-Гудков ЛаГГ-3) eller helt enkelt Lavotjkin LaGG-3 var ett sovjetiskt jaktplan som tjänstgjorde under det andra världskriget. Det var en förbättring av det tidigare flygplanet LaGG-1 och var ett av de modernaste flygplanen i sovjetisk tjänst vid tiden för den tyska invasionen.

## Utveckling
LaGG-1 -konstruktionens största svaghet var dess svaga motor. En mera kraftfull version av dess Klimov M-105-motor testades. Resultatet var dock dåligt och utan en alternativ motor var ett lättare flygplan den enda lösningen. LaGG-teamet gick igenom konstruktionen och förenklade strukturen så mycket som möjligt. Fasta slats tillfördes vingarna för att förbättra stig- och manöveregenskaperna och ytterligare vikt inbesparades genom att man installerade en lättare bestyckning. LaGG-3 kom omedelbart att ersätta LaGG-1.
I jämförelse med dess motståndare Bf 109F var resultaten ändå inte gott nog när det kom till flygegenskaper och manövrerbarhet. Trots sin lättare konstruktion och kompressormatade motor var LaGG-3s motor för svag och flygplanet var inte populärt bland piloterna. Den nya plywood-konstruktionen fortsatte att vara av dålig kvalitet (liksom dess föregångare) och piloterna skämtade om att namnet, istället för att vara en akronym för tillverkarnas namn (Lavotjkin, Gorbunov och Gudkov), stod "LaGG" för lakirovannij garantirovannij grob ("fernissad garanterad grav" - лакированный гарантированный гроб). Vissa av flygplanen som levererades till fronten var upp till 40 km/h långsammare än vad de borde ha varit och vissa var inte flygdugliga alls. I strid var LaGG-3s största fördel dess starka konstruktion. Det laminerade träet brann inte, men splittrades ifall det träffades av spränggranater.
LaGG-3 förbättrades under produktionen vilket resulterade i 66 mindre varianter bland de 6 258 exemplar som byggdes. När man installerade en ny, stor stjärnmotor löstes slutligen effektproblemet och resultatet kom att bli det mycket uppskattade flygplanet Lavotjkin La-5.

## Användning i Finland
Det finländska flygvapnet tog år 1942 i bruk tre LaGG-3-jaktplan som nödlandat i Finland under fortsättningskriget. Flygplanstypen var i bruk fram till den 29 januari 1945.

## Användare
- Finland
- Sovjetunionen